# Saint-Pierre-Montlimart
Saint-Pierre-Montlimart är en kommun i departementet Maine-et-Loire i regionen Pays de la Loire i nordvästra Frankrike. Kommunen ligger i kantonen Montrevault som tillhör arrondissementet Cholet. År 2018 hade Saint-Pierre-Montlimart 3 315 invånare.

## Befolkningsutveckling
Antalet invånare i kommunen Saint-Pierre-Montlimart
| Referens: INSEE |